# Feia nympha
 Feia nympha es una especie de peces de la familia Gobiidae.

## Hábitat
Es un pez de Mar y, de clima tropical y demersal.

## Distribución geográfica
Se encuentra en Australia, Indonesia, Japón, Mozambique, Seychelles y Tonga.